# Surmieniewskij
Surmieniewskij (ros. Сурменевский) – osiedle w Rosji, w obwodzie czelabińskim, w rejonie wierchnieuralskim. W 2010 liczyło 525 mieszkańców.